# Nothura
Nothura és un gènere d'ocells de la família dels tinàmids. Aquests tinamús viuen en praderies i matolls d'Amèrica del Sud.

## Taxonomia
Se n'han descrit 5 espècies vives dins aquest gènere:
- tinamú ventreblanc (Nothura boraquira).
- tinamú del Chaco (Nothura chacoensis).
- tinamú de Darwin (Nothura darwinii).
- tinamú tacat (Nothura maculosa).
- tinamú menut (Nothura minor).